# Mann mit dem Hammer

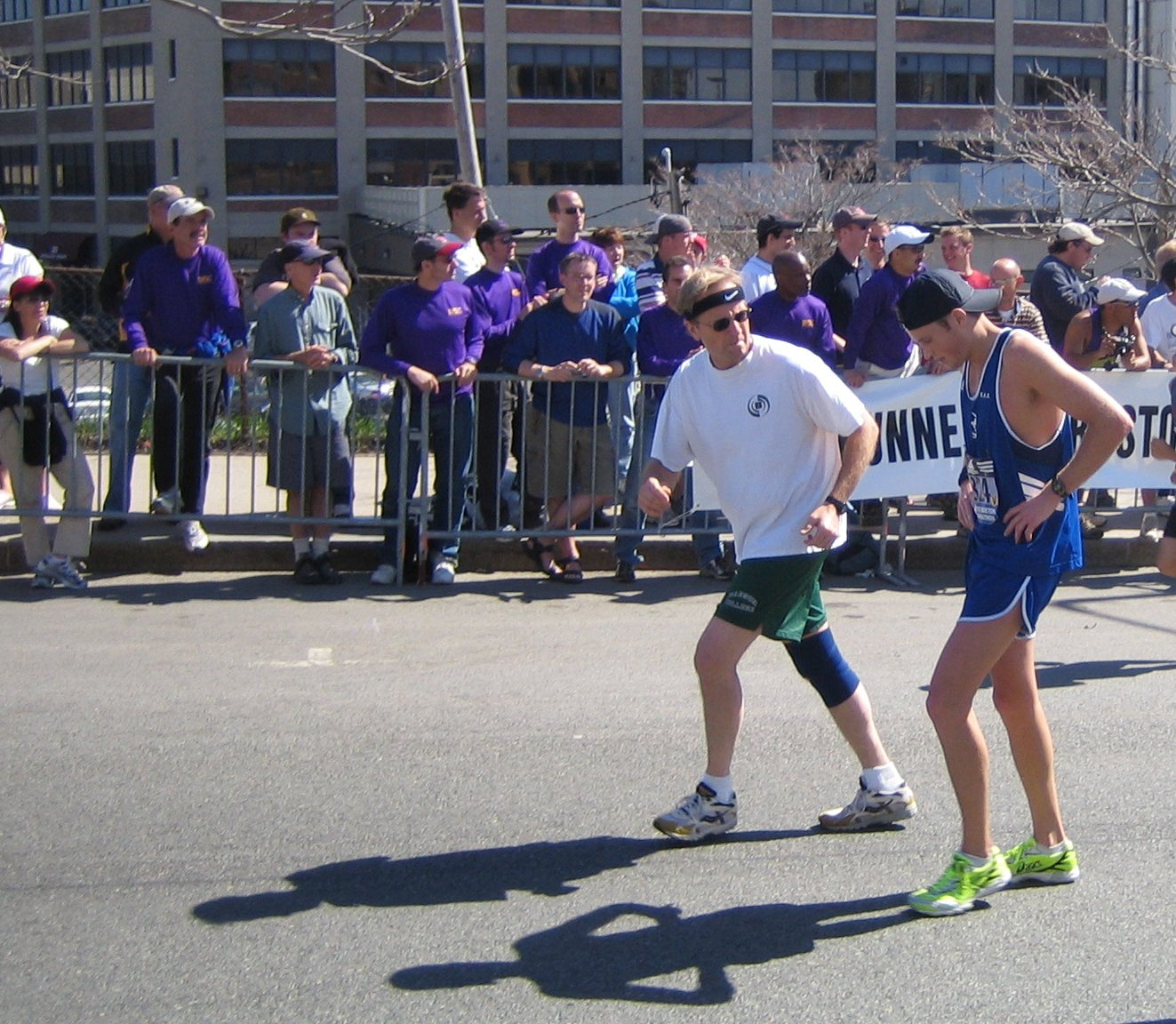
Ein Marathonläufer bekommt nach etwa 40 Kilometern Aufmunterung

Der „Mann mit dem Hammer“ ist eine im Ausdauersport gebräuchliche Bezeichnung für einen plötzlichen Leistungseinbruch infolge Kohlenhydratmangels bzw. Hypoglykämie. Gelegentlich wird das Phänomen auch als „vor die Wand laufen“ (nach der im Englischen dafür gebräuchlichen Bezeichnung „hitting the wall“) oder insbesondere im Radsport und Skilanglauf als „Hungerast“ bezeichnet.

## Ursachen
Als Ursache gilt, dass die Muskeln dem Blut die benötigte Energie als Glucose entziehen. Damit der Blutzuckerspiegel nicht abfällt, wird Glykogen aus Muskeln und Leber zu Glucose abgebaut. Ohne Nahrungsmittelzufuhr kann die Leber den Blutzuckerspiegel nur eine bestimmte Zeit konstant halten und es kommt zum Hungerast. Danach kann der Ausdauersportler die erforderliche Energie nur durch Verbrennung des in Fettzellen gespeicherten Fettes gewinnen, was für den Organismus eine deutlich erhöhte Belastung und unter anderem einen erheblich gesteigerten Sauerstoffbedarf zur Folge hat.

## Symptome
Das Absinken des Blutzuckerspiegels führt zu Glucosemangel des Zentralnervensystems. Dabei kann es zu Müdigkeit, Schwindel oder gar zum Verlust des Bewusstseins kommen. Langstreckenläufer berichten von einem drastischen Ermüdungsschub etwa ab dem dreißigsten Kilometer, der sich durch zunehmendes Schweregefühl in den Beinen, Gelenkschmerzen, Ansteigen der Körpertemperatur und allgemeines Unwohlsein äußere.

## Abhilfe
Gegenmaßnahmen sind neben Ausdauertraining, bei dem der Körper vor allem an die Bereitstellung von Energie aus Fettzellen gewöhnt wird, das rechtzeitige Zuführen geeigneter Kohlenhydrate während des Sports, zum Beispiel durch Kohlenhydratgels. Eine zusätzliche mentale Vorbereitung kann helfen, die psychischen Folgen des Einbruchs zu überwinden.